# Fekete sereg

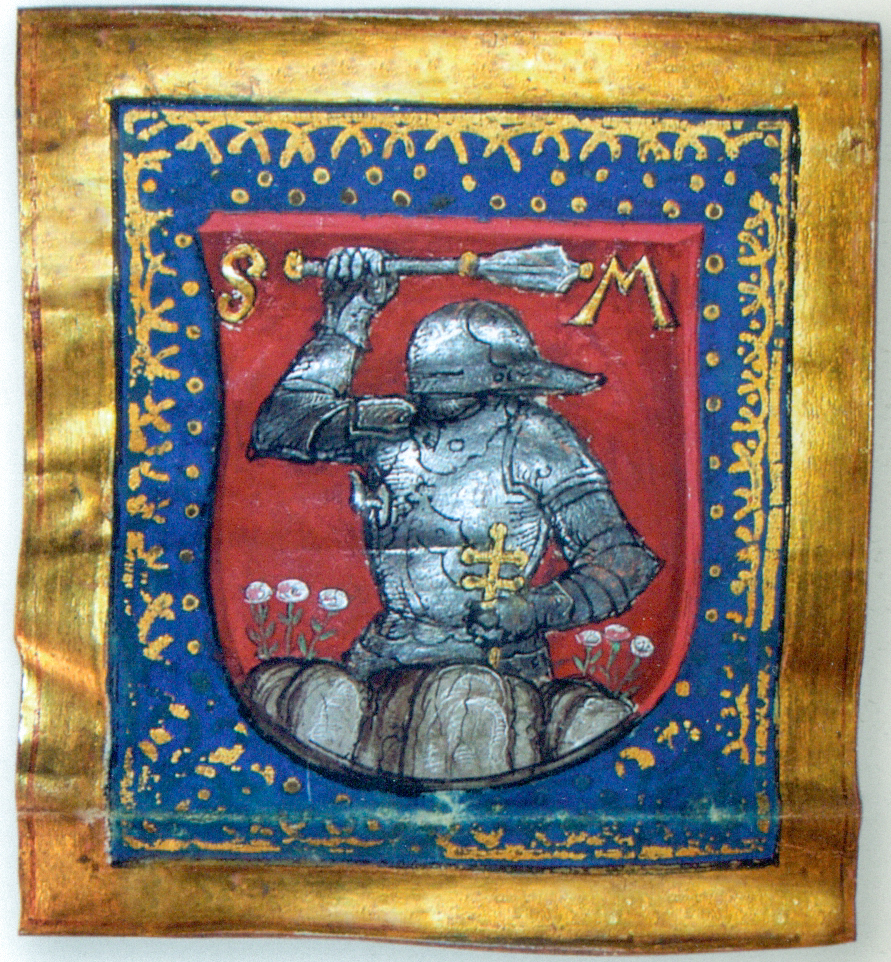
A fekete sereg katonája Márkusfalvi Máriássy István II. Ulászlótól kapott címereslevelén

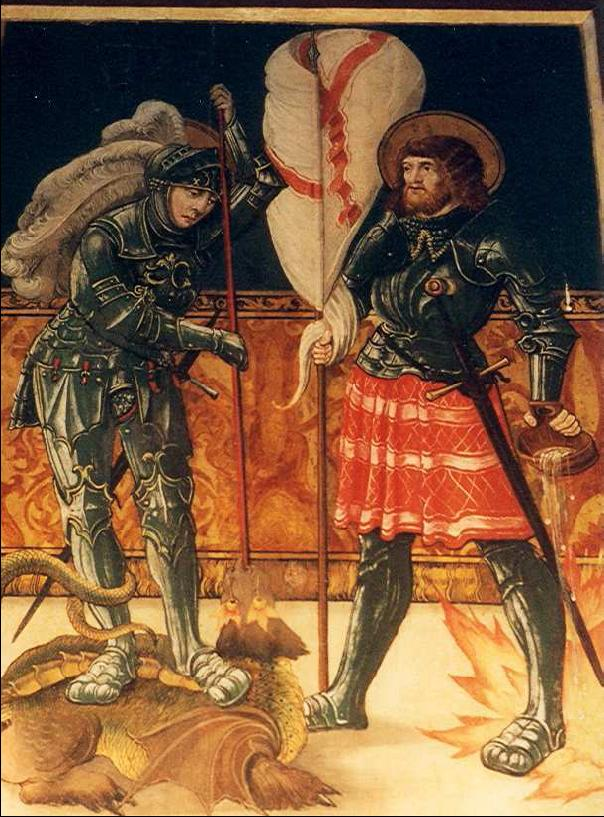
Szent György és Szent Flórián ábrázolása a korabeli fekete sereg lovagi páncélzatában, a felvidéki póniki templomban

A fekete sereg Mátyás király állandó zsoldoshadseregének a király halála után kialakult elnevezése. A középkori magyar hadsereg Mátyás három évtizedes uralkodása alatt érte el fejlődésének csúcsát, és annak magvát ez az akkori kor színvonalának megfelelő zsoldoshadsereg alkotta, amely eredményesen küzdött az osztrák, cseh, lengyel, török csapatok ellen, és nemcsak megvédte, hanem hódításokkal is gyarapította az ország, illetve Mátyás birodalmának területét. A zsoldossereg azonban nem volt kizárólagos, az ország védelmében, illetve hatalmi céljai megvalósításában a király rendszeresen támaszkodott a korábbi banderiális egységekre is. A nemesi hadviselés és a zsoldossereg párhuzamosan létezett, keveredett egymással.

## Elnevezése
A fekete sereg elnevezés csak Mátyás halála után jelent meg. A név eredetére többféle elmélet is született. A leginkább elfogadott nézet szerint az a „fekete Haugwitz” néven elhíresült Hanuš Haugvic z Biskupic, a sereg utolsó parancsnokának nevéből ered. Volt ugyanis egy ugyancsak cseh nemzetiségű "fehér" Haugwitz kapitány is.
Más elméletek szerint a „fekete” nevüket onnan kapták, hogy Mátyás halálakor a katonák vállukon fekete szalagot viseltek. Megint mások szerint azért lett fekete a sereg, mert a feltételezések szerint fekete páncélt viseltek. Egy további elmélet szerint pedig nevét Mátyás címerállata, a holló fekete színe után kapta volna.

## Előzményei – az európai hadügy fejlődése
Európában a Római Birodalom bukása után, a római légióhoz hasonló nagy állandó haderő nem létezett. A háborúskodás formája a lovagi hadviselés volt, amelynek során a nehézfegyverzetű lovagok adták a fő erőt. Csak egy-egy hadjáratra gyülekeztek össze, a csatákban – a létszámviszonyok mellett – az ő egyéni teljesítményük volt a döntő. Az uralkodóknak viszont az állandó viszályok, háborúskodások miatt, mint a százéves háborúban vagy az itáliai városállamok csatározásaiban, egyre inkább állandó katonaságra volt szükségük. Ezek az igények hozták létre a 14. században az olasz condottierik egységeit, illetve az angol-francia háborúkban időnként alkalmazott zsoldoscsapatokat. Ezek a katonák azonban, ha zsoldjuk kifizetése akadozott, vagy pénzhiány miatt időlegesen fel akarták oszlatni őket, nagy veszélyt jelentettek akár a saját lakosságra is. A hagyomány szerint VII. Károly francia király 1439-ben egy 9000 lovasból álló állandó hadsereg fenntartására külön adókat vetett ki, és ebből hozta létre Európa első állandó zsoldoshadseregét.

## Mátyás király haderejének kialakulása

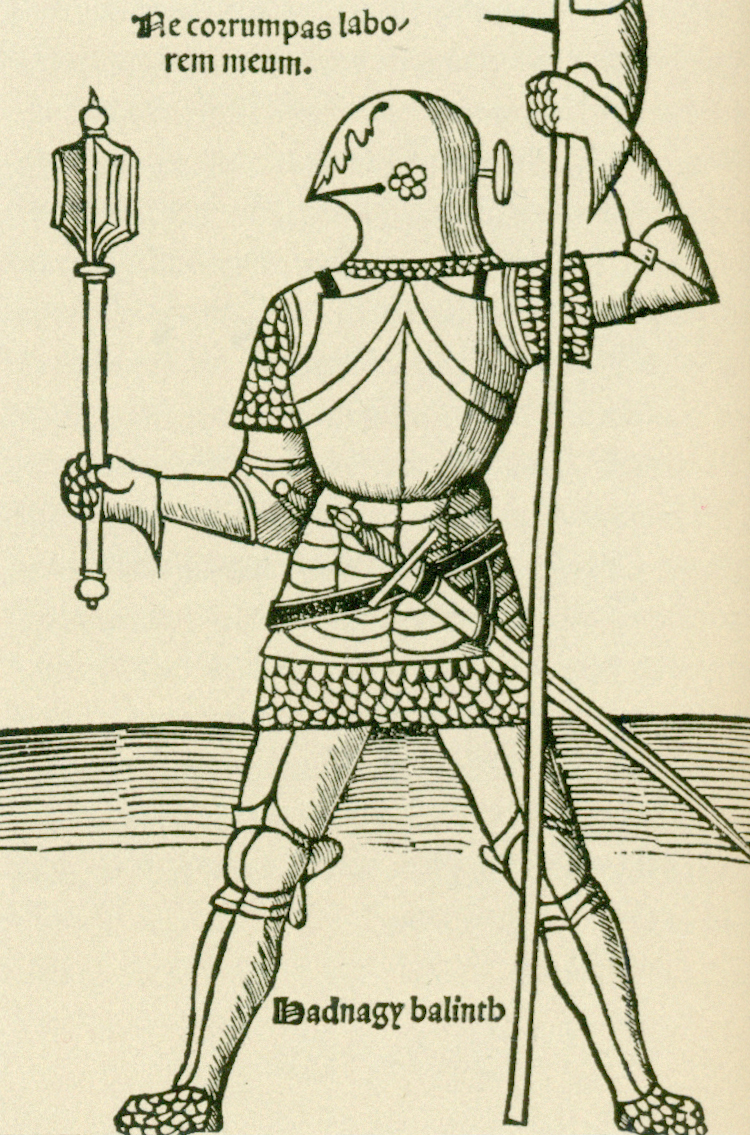
Korabeli páncélos lovag (Hadnagy Bálint) sematikus rajza

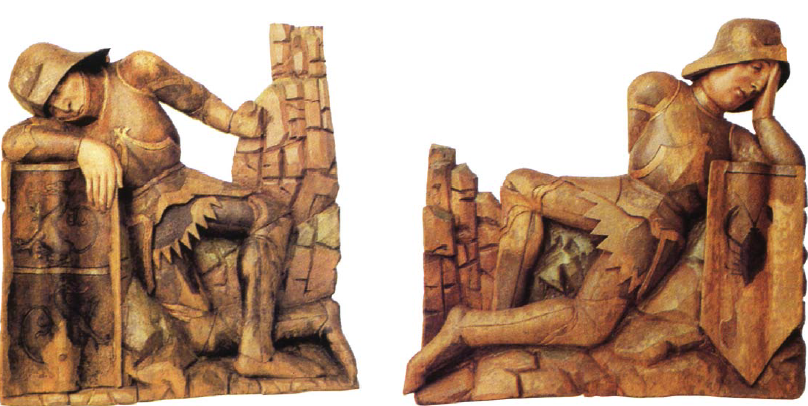
Páncélos gyalogosok ábrázolása a korból a garamszentbenedeki templomban

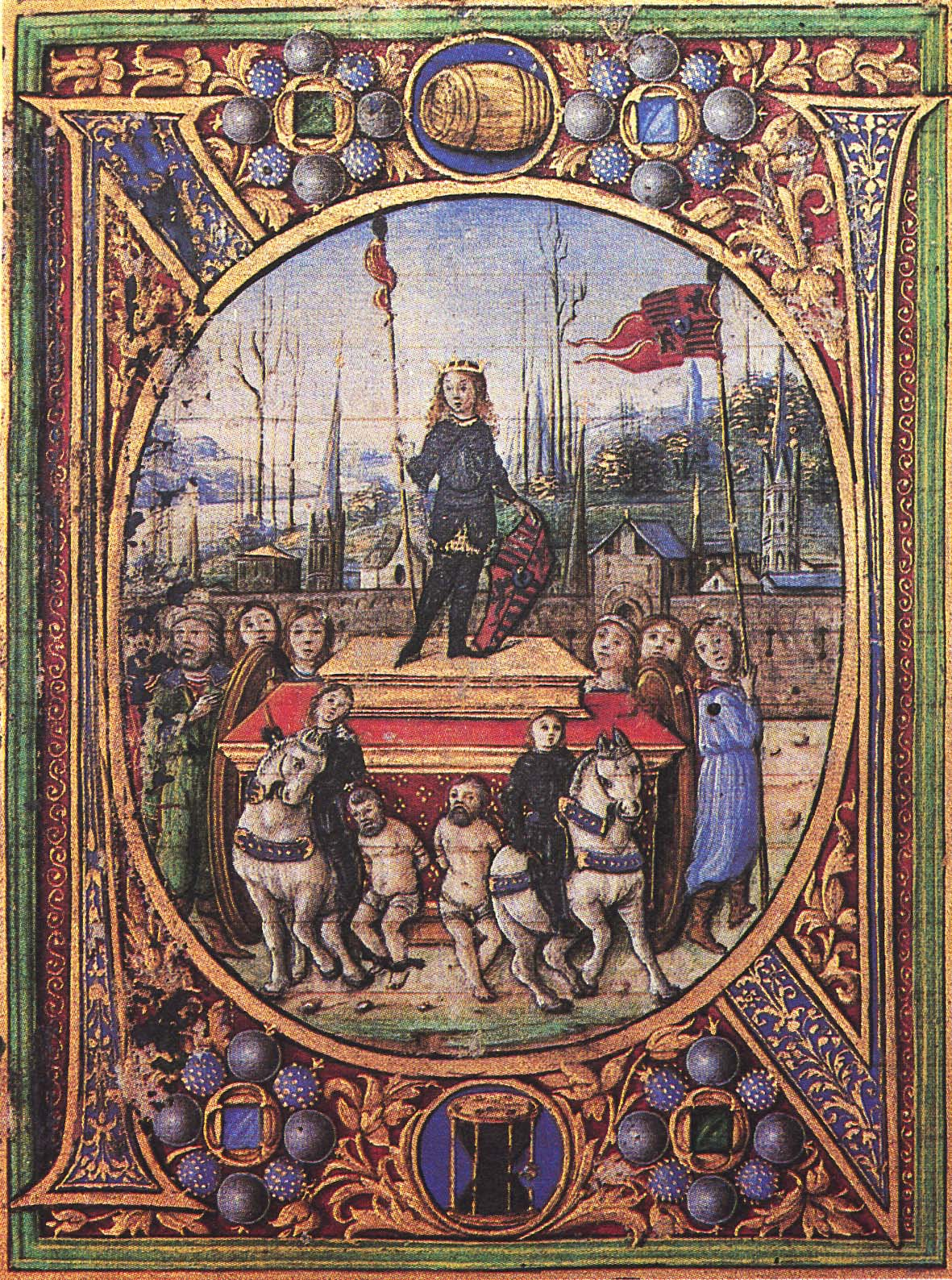
A Philostratus krónika (Cod. Lat. 417) egyik iniciáléja, amelyen Corvin János látható (középen) a fekete sereg zászlajának (a kép jobb szélén) első ismert ábrázolásával. (1487-1490 között)

A fekete sereg zászlaja
A fecskefarkú zászló a Corvinák egyikében, a Philostratus krónikában fennmaradt miniatúra alapján készült, amely Mátyás fiának, Corvin Jánosnak 1485-ös bécsi bevonulását ábrázolja. A zászlón a fekete szín valójában fehér (ezüst), de a képen az ezüst festék szulfidálódott. A rekonstrukció ezt a hagyományos színezést őrzi.

Az ifjú király kezdetben főleg csak apja katonáira számíthatott, akik többségében Szilágyi Mihály parancsnoksága alatt álltak. Emellett őt támogatta a legtöbb főpap és a bárók egy részének bandériuma, azaz az ő familiárisaik. Ezt a támogatást azonban drágán kellett megvásárolni: a főurak cserébe birtokot, hivatalt, pénzt, befolyást vártak el. Az így létrejött haderő sem volt elegendő önmagában az ország megvédésére, ezért Mátyásnak igénybe kellett vennie a telekkatonaságot és a nemesi felkelést is. A telekkatonaság azt jelentette, hogy a nagybirtokosoknak bizonyos számú (1459-ben 20) jobbágy után kellett kiállítaniuk egy katonát, felfegyverzett jobbágyot vagy zsoldost. Mátyás uralkodása elején két alkalommal is, 1458-ban és 1459-ben hadba hívta a nemesi felkelést a közeledő török ellen, és mindkét alkalommal 40-50 000 fős sereg gyűlt össze Nándorfehérvár alatt. A szultán azonban nem Magyarország ellen indult, hanem Szerbia maradék részeit csatolta szilárdan birodalmához. A török kézre került szerb várak, köztük a különösen fontos Szendrő (Smederevo) új támaszpontjaivá váltak a Magyarországra betörő török portyázóknak.
A király azonban kezdettől arra törekedett, hogy a telekkatonaság helyett pénzbeli megváltást kapjon, amiért ő maga fogadhat fel harcedzett zsoldosokat a képzetlen jobbágykatonák helyett. Ezt a hadmentességi adót „hadakozópénznek”, (latin nyelven pecunia exercitualis) nevezték. A bandériumokat illetve a nemesi felkelést egyébként is csak korlátozott időtartamra, négy-hat hétre hívhatta hadba. Néhány esetben még igénybe vett nemesi bandériumokat és a telekkatonaság egy részét is, így azok még harcoltak az 1467-es erdélyi lázadás, az 1471-es Vitéz János vezette felkelés és az 1479-es kenyérmezei csata idején, azonban szerepük egyre inkább háttérbe szorult.
A Délvidéken Mátyás más jellegű haderőre is számíthatott. A horvát grófok a király anyagi támogatásával állandó lovasságot tartottak fegyverben. Szerbia bukása után a Magyarországra menekült szerb urak birtokokat kaptak, valamint szintén anyagi támogatást könnyűlovasságuk fenntartásához. Ez képezte a rác huszárságot, ami később jelentős szerepet játszott Mátyás hadi vállalkozásaiban.
Ugyanakkor a Felvidéken állandó jelleggel független cseh katonai csoportok garázdálkodtak, akik a huszita háborúkban szerezték katonai jártasságukat. A huszita ügy bukása után a kor leghíresebb, bárki által felfogadható zsoldoskatonái közülük kerültek ki. Korabeli magyar kifejezéssel zsebrákoknak is nevezték őket. Kiemelkedő, de általánosan el nem fogadott vezéregyéniségük, Jiskra János, valamint a többi észak-magyarországi zsoldostársulás nem ismerték el Mátyás uralmát, sarcolták a környékbeli falvakat és városokat. Mátyás felismerte, hogy ha a maga oldalára tudja állítani őket, akkor részben korszerű zsoldoshadsereghez juthat, részben pedig végre elérheti a Felvidék pacifikálását. Ehhez azonban jelentős anyagi forrásokra volt szüksége, amit az adóterhek növelésével szerzett meg
Az ifjú király nagy tetterővel látott neki a Felvidék megtisztításának. Tapasztalnia kellett, hogy pusztán katonai erővel nem érhet célt. Az egymástól is nagyrészt független cseh zsoldoscsapatok váraikba és hevenyészett erődjeikbe húzódva nagyrészt sikerrel álltak ellent a támadásoknak, kisebb csatákban többször is megverték az ellenük küldött királyi és megyei hadakat. Jiskra János külföldi támogatást is keresett ügyükhöz a magyar király ellen. Mátyás ekkor egyenként igyekezett megnyerni a kisebb zsoldosvezéreket, főleg pénzzel, gyakorlatilag megvásárolta tőlük a váraikat – és mindjárt tovább is adta azokat a hozzá hű főuraknak, mint sok más között Berzevice, Tapolcsány és Késmárk várát. A vár nélkül maradt zsoldosok közül pedig a legjobbakat a saját szolgálatába fogadta, és azok a király iránti hűséget – amennyiben zsoldjukat rendben megkapták – nagyon komolyan vették. Hajlandók voltak, egyébként a kor általános európai szellemének megfelelően, akár a honfitársaik ellen is keményen harcolni. A döntő fordulat akkor következett be, amikor Jiskra János is hűséget fogadott Mátyásnak: lemondott felvidéki várairól, helyette az ország déli részén kapta meg Lippa és Solymos várát óriási birtokokkal és csapataival örökös szolgálatot fogadott a török ellen. A következő évben már részt vett a jajcai hadjáratban, később, életének utolsó éveiben a cseh király ellen is Mátyás oldalán harcolt. Halála után katonáinak nagyobb része Mátyás zsoldjába állt: belőlük állították fel Mátyás állandó zsoldoshadseregének magvát.
A felvidéki katonai csoportok egy része, így a lengyel Komorowski Péter, azonban még évekig tartotta magát Árva várában és Liptóban. Csak később kerülhetett sor a nyugat-magyarországi kompániák felszámolására is. Voltak olyanok is, akik újra Mátyás ellen fordultak. 1466-ban egy Svehla nevű cseh zsoldosvezér Kosztolány várából a környéket fosztogatta. Mátyás serege az év végén ostrom alá vette a várat, Svehlát elfogta, emberei egy részével együtt felakasztatta. Ez az eset jelezte a felvidéki zsebrák garázdálkodás végét.

## A sereg létszáma

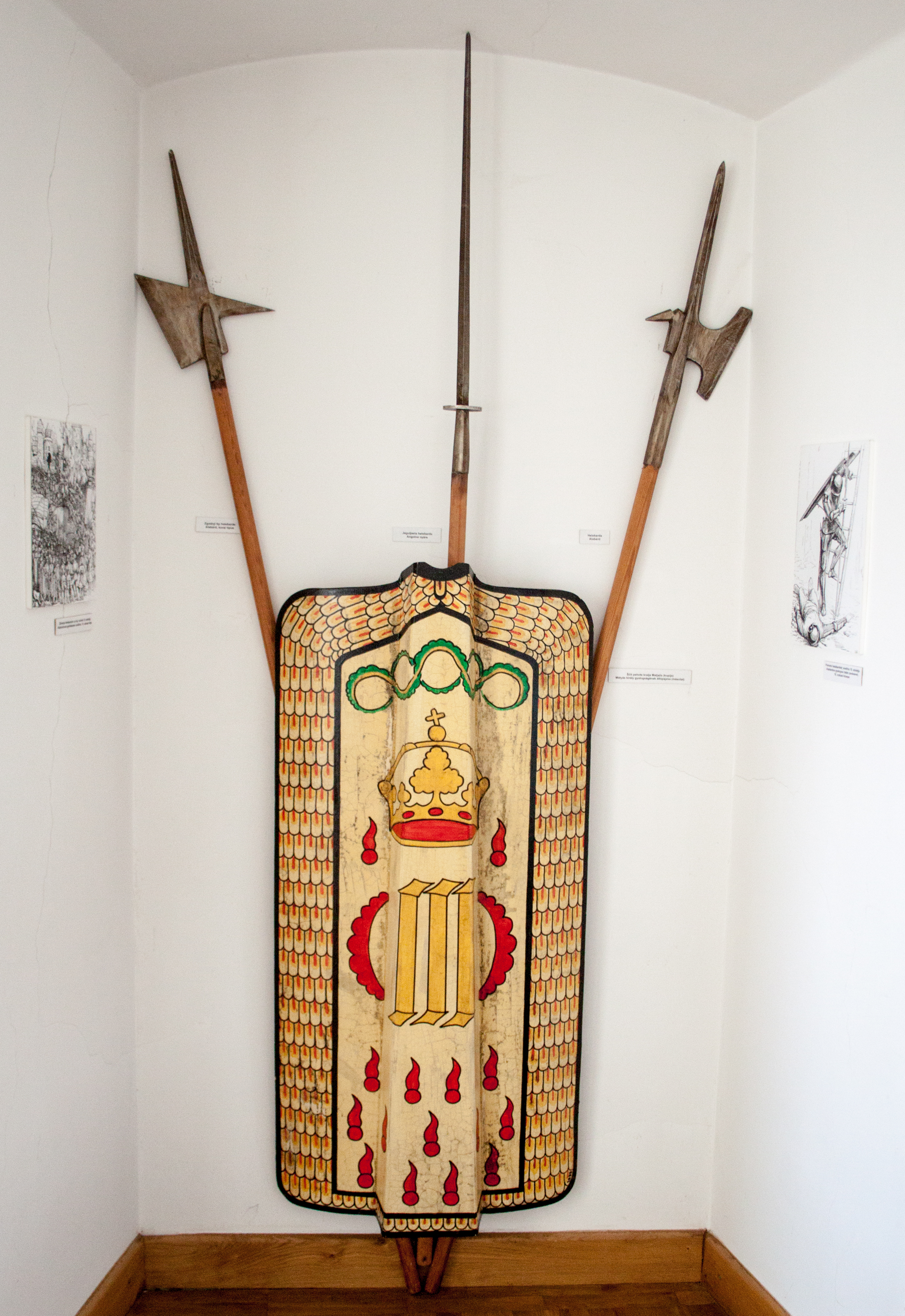
A fekete sereg pajzsos nehézgyalogosainak állópajzsa, alabárdjai (rekonstrukció)

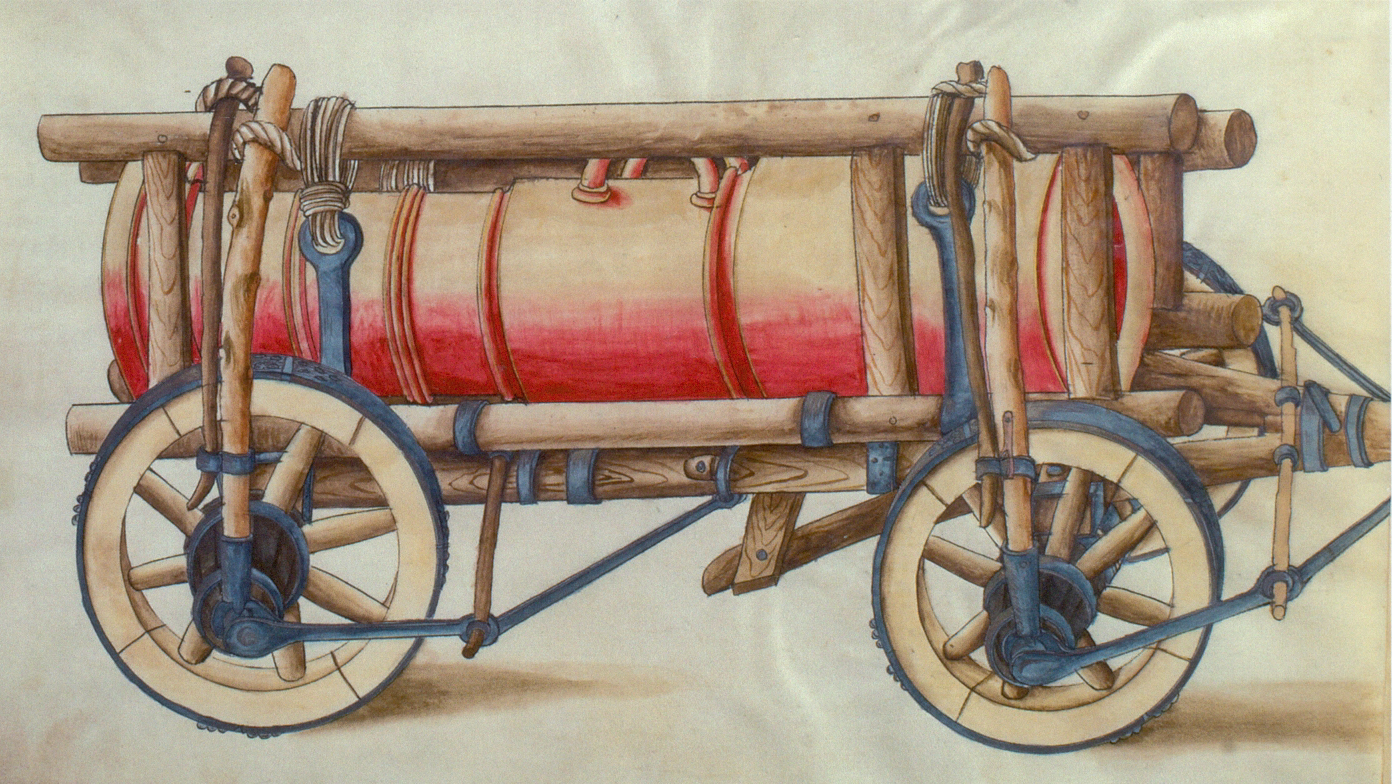
Mátyás király Elefántnak nevezett ostromágyúja szállító szekéren

A zsoldoscsapatok felfogadása után gyakorlatilag állandó sereg alakult ki, de azért a létszámuk hullámzott, még az állandó mag nagysága is nehezen határozható meg. Amikor a királynak nagyobb erőre volt szüksége, időnként akár csak néhány hétre is fogadott fel katonákat, például egyes városok csapatait. Az 1487-es bécsújhelyi seregszemlén 20 000 lovas és 8000 gyalogos díszelgett, ami természetesen nem jelentette a hadsereg egészét. A felvonuló seregben viszont jelen voltak a csak néhány hétre felvett, zömében városi zsoldosok, köztük magának Bécs városnak a csapata, illetve a csak a bécsújhelyi ostrom idejére mozgósított magyar főpapi és főúri banderiális csapatok, valamint a déli végekről átdobott erők, köztük a rác huszárok is.
Antonio Bonfini így számolt be erről a nevezetes seregszemléről:

„(Mátyás király) az arcvonal két szárnyára kisebb csapatokba osztva páncélos- és lovasdandárt helyezett. Középre két lovasdandárt állított. Közéjük osztotta be a gyalogos seregeket. Az első sorba a nehézfegyverzetűeket, a másodikba a lándzsásokat, íjászokat, a harmadik csoportba a kipróbált veterán tartaléksereget, mely a végső küzdelemre szólító jelet, parancsot várta, figyelte. A két szárny elé könnyűfegyverzetű lovascsapatot is rendelt: nagy rendben álltak, olyan gyorsak voltak, hogy talán még a madarakat is utolérték.”

A nehéz-, illetve a könnyűlovasság, valamint a gyalogság aránya nagyjából egyforma volt. A végvári csapatokon kívül Mátyás uralkodása második felében fegyvernemenként valószínűleg 3000-5000 katonát tartott állandóan fegyverben, tehát összesen 9000-15 000 embert. A háborúk kritikus szakaszaiban a sereg létszáma akár a kétszeresére is duzzadhatott.
A királyi zsoldossereg általában Mátyás birodalmának a Magyarországon kívüli részein tartózkodott, de ez az erő így is elrettenthetően hathatott a hazai elégedetlenkedőkre, különösen az 1467-es és 1471-es lázadások gyors összeomlása után.
Mátyás király hadra fogható katonaságának létszáma, beleértve a zsoldosokat, majd a meghódított Morvaország és Szilézia, a szövetséges havasalföldi és moldvai fejedelemség egységeit is beszámítva, megközelíthette a 90 000 főt. Egy-egy alkalommal azonban ennél sokkal kisebb erő gyűlhetett csak össze. A legtöbben az 1458-ban meghirdetett nemesi felkelés katonái voltak, mintegy 40-50 000 fő. 1463-ban Jajca ostromára 20 000, az 1474-es sziléziai hadjáratra 12 000, az 1477-es osztrák hadjáratra 17 000 katonával indult a magyar haderő. A sereg zöme már zsoldosokból állt, és Mátyás király a háborúit mindig korlátozott célok érdekében vívta, így nem is volt feltétlen szüksége egyszerre nagyobb erőre.
Gazdaságilag a zsoldosok alkalmazása azt jelentette, hogy a nekik fizetett zsold nagy része elhagyta az országot. Többségük cseh, német és más külföldi illetőségű volt, akik jövedelmeik nagy részét otthon költötték el. A magyar katonák is csak az esetleges megtakarításukat hozták haza, a zsold nagy részét külföldön élték fel. Csak a jobban fizetett tisztek között lévő magyarok hoztak nagyobb összegű pénzt haza. A sereg külföldi tartózkodása ugyanakkor felmentette az országot a katonaság állomásoztatásának általában a lakosságra rótt súlyos terhei alól. Az elszállásolás rendes költségei mellett mindig nagy kárt okoztak a fegyelmezetlen zsoldosok dúlásai is. 1480-ban Dobes Boskovic z Cernahora királyi zsoldoskapitány katonáival rövid ideig Sopronban állomásozott, ezalatt emberei csaknem ötször annyi kárt okoztak a városnak, mint ami annak évi adója volt.

## Nemzetiségi összetétel
A nemzetiségi szempont a kor hadviselésében csakúgy, mint általában a társadalmi életben, a későbbieknél sokkal kisebb szerepet játszott. A zsoldosok eredetileg akkoriban nemzetközileg elismert módon (főleg a huszita háborúk miatt) a leggyakorlottabb katonák, a csehek közül kerültek ki, kisebb részben lengyelek voltak. Fokozatosan németek és magyarok is egyre nagyobb számban kerültek közéjük. A gyalogosok között megjelentek a kor legkiválóbb gyalogosai, a svájciak is. Egyik legismertebb kapitányuk, Hans von Hallwyl is magyar szolgálatba állt, ha rövid időre is. Mátyás 1481-ben Zürich városával is tárgyalt zsoldosok ügyében. A későbbi történészi félreértésekkel szemben azonban a sereg fő erejét továbbra is a nehézlovasság alkotta, aminek tagjai főleg csehek, németek és magyarok voltak. A huszárok, az ekkoriban kialakuló új típusú könnyűlovasság elsősorban szerbekből, magyarokból és moldvaiakból állt. A még csekély hadi képességekkel bíró tüzérség tagjai között a németek és a csehek domináltak. A különböző etnikumú zsoldosok egymás között általában egyfajta korabeli „konyhalatin” nyelven kommunikáltak.

## Fegyvernemek

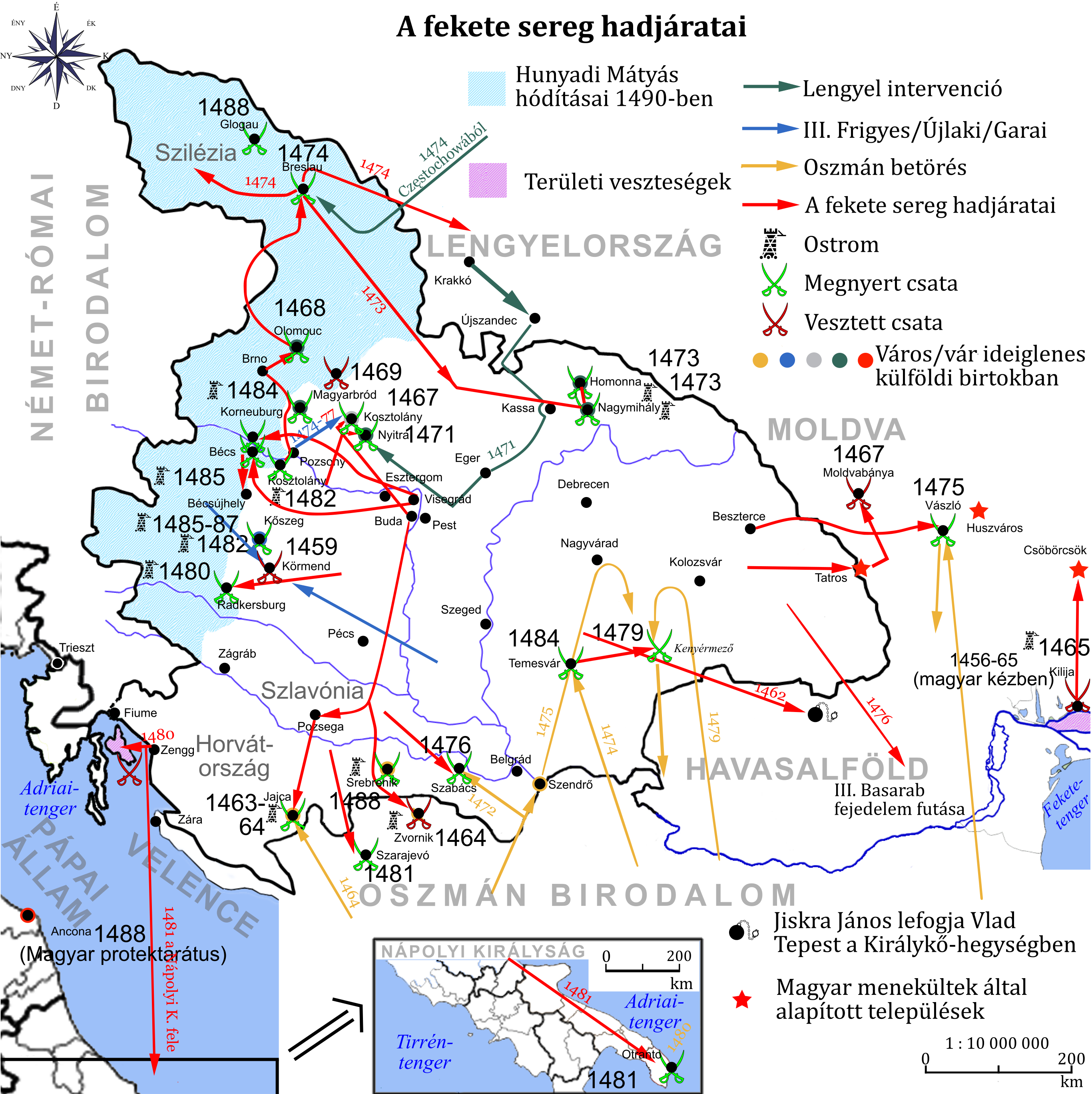
A fekete sereg hódításai

### Nehézlovasság
A legfontosabb, a nagy csatákat eldöntő fegyvernem továbbra is a nehézlovasság volt, számbeli aránya a hadseregen belül nőtt is a megelőző időszakhoz képest. Többnyire légióknak nevezett, a „lovagi zászlónak” vagy a későbbi lovaskompániáknak (körülbelül 100 fő) megfelelő alegységre tagozódott, amik 25 fős szakaszokra, a korabeli latin nyelven turmákra oszlottak. A tüzérség megjelenésével, a könnyűlovasság szerepének erősödésével a nehézlovasság stratégiai jelentősége csökkent, de a nagy csatákat – bár azok egyre ritkábban fordultak elő a hadjáratok során – továbbra is ez a fegyvernem döntötte el (Tobischau 1471, Kenyérmező 1479, Leitzensdorf 1484, Thomaswalde 1488).

### Könnyűlovasság
A könnyűlovasság szerepe ebben az időben erőteljesen megnövekedett a hadászatban. A 14. század végén, a délszláv határokon megjelent huszárok ekkoriban váltak a magyar lovasság fontos alkotórészévé. A huszár felszerelése általában könnyű huszársisakból, tárcsapajzsból, esetleg könnyű mellvértből állt; fő fegyvere a szablya, illetve a másfél emberhosszúságú kopja volt. Mozgékony arabs vagy magyar lovon harcolt, törökös öltözetet, zsinóros mentét, szűk lovaglónadrágot viselt.
Leginkább az irreguláris harcban, a portyázásokban, lesvetésben, a biztosításban és felderítésben tűntek ki, de általában a nyílt csatákban is jól szerepeltek. Mátyás idejében volt még egy régebbi típusú könnyűlovasság is: Bonfini az 1477-es győri táborról azt írja, hogy a királynak háromféle, „cseh, rác és magyar” lovassága van. A különbségtétel itt nem nemzetiséget, hanem lovastípust jelöl: a cseh a nehézlovasságot, a rác a huszárságot, a magyar pedig a korábbi típushoz közel álló átmeneti könnyűlovasságot jelentette. A 15. század végére huszárságon azonban már egyértelműen az addigra döntően magyar etnikumúvá vált magyar könnyűlovasságot értették.
Mátyás könnyűlovasságának szervezete megegyezett a nehézlovasságáéval, azaz légiókra és turmákra tagozódott. Jelentősége azért is nőtt, mert Mátyás stratégiája és taktikája értelmében a török ellen csak ritkán került sor nagyobb összecsapásokra, viszont állandósultak a végvidéki portyázó harcok, amely a huszárok lételeme volt.

### Gyalogság
1479-ben egy velencei követi jelentésben 16 000 főre becsülték a magyar gyalogság összlétszámát. Közülük 6000 fő volt magyarországi és erdélyi, 10000 a cseh. A korabeli magyar gyalogság szervezetét és harcmódját Mátyás egy 1481-ben írt levelében ismertette:

„A gyalogosok... különböző rendekre oszlanak, egyesek könnyűgyalogosok, mások vértesek, akadnak közöttük pajzsosok ... Vannak ezenkívül puskások, akik értenek a puskához, vagy efajta kisebb lőfegyverrel való lövéshez, de azért nem olyan vitézek és hasznosak puskájukkal, mint a többi gyalogos. A csata kezdetén azonban, mielőtt a kézitusára kerülne a sor, a pajzsosok mögé állítva, valamint védelemben igen használhatók. Az a szokás nálunk, hogy a gyalogosokhoz képest egyötödnyi puskást állítunk ... A vérteseket falnak tekintjük, akik a helyüket soha föl nem adják, még ha egy szálig elesnek is azon a helyen, ahol állnak. A könnyűfegyverzetűek az alkalomtól függően kitörnek közülük, s ha elfáradnak vagy súlyosabb veszélyt szimatolnak, a vértesek mögé vonulnak vissza. Tehát az egész könnyűgyalogságot meg a puskásokat vértesek és pajzsosok veszik körül, éppen úgy, mintha amazok szinte bástyafalak vagy sáncok mögött harcolnának, s csak adott alkalmankint törnek ki onnan.”

Mátyás leveléből világos, hogy a korabeli magyar gyalogság huszita típusú, védekező jellegű volt, ahol a husziták szekérvárát a páncélos, helyhez kötött gyalogosok helyettesítették. Nem voltak gyalogos íjászok, ez a katonatípus sem Magyarországon, sem Csehországban nem terjedt el.

### Tüzérség
A tüzérség a század második felében jelentős fejlődésen ment át, de ennek ellenére még szerény volt a szerepe a hadakozásokban. Mátyásnak egy korabeli külföldi követ jelentése szerint 1479-ben harminc nagy bombardája, harminc kisebb (50-100 fontos) cerebottanája, tizenkét szekereken szállított nagy bombardája, tizenhat nagy hajón négy-négy 100 fontos bombardája és harmincnégy kisebb naszádon egy-egy 40 fontos ágyúja volt. Egyes lövegeket már ekkoriban kerekes ágyútalpra szereltek. A király seregében nyolcvan tűzmestert és 3--400 pattantyúst tartott szolgálatban, emellett időnként egyes városoktól is „kölcsönzött” tűzmestereket, ágyúkat, lőport. Eperjesen királyi puskapor-malom is létesült.
A tüzérséget elsősorban a várostromok során alkalmazták, mivel mozgathatóságuk, tűzgyorsaságuk még nem felelt meg a nyílt csaták követelményeinek. De az ostromokban sem játszottak még főszerepet. Mátyás erről így írt:

„Az ostromgépek alkalmasabbak a várostromhoz, mint bármi másféle bombarda, főleg ha az erősség kőből épült, mert a várba vetett kődarabok több embert ütnek agyon, mintha ágyúkból lőnék ki azokat, amellett kisebb a költségük a lőpor miatt, melynek előállítása sokba kerül. Az ostromgépekhez viszont köveken kívül semmi egyéb nem szükségeltetik, s egy példányuk több követ tud kilőni, mint három bombarda.”

### Dunai flottilla

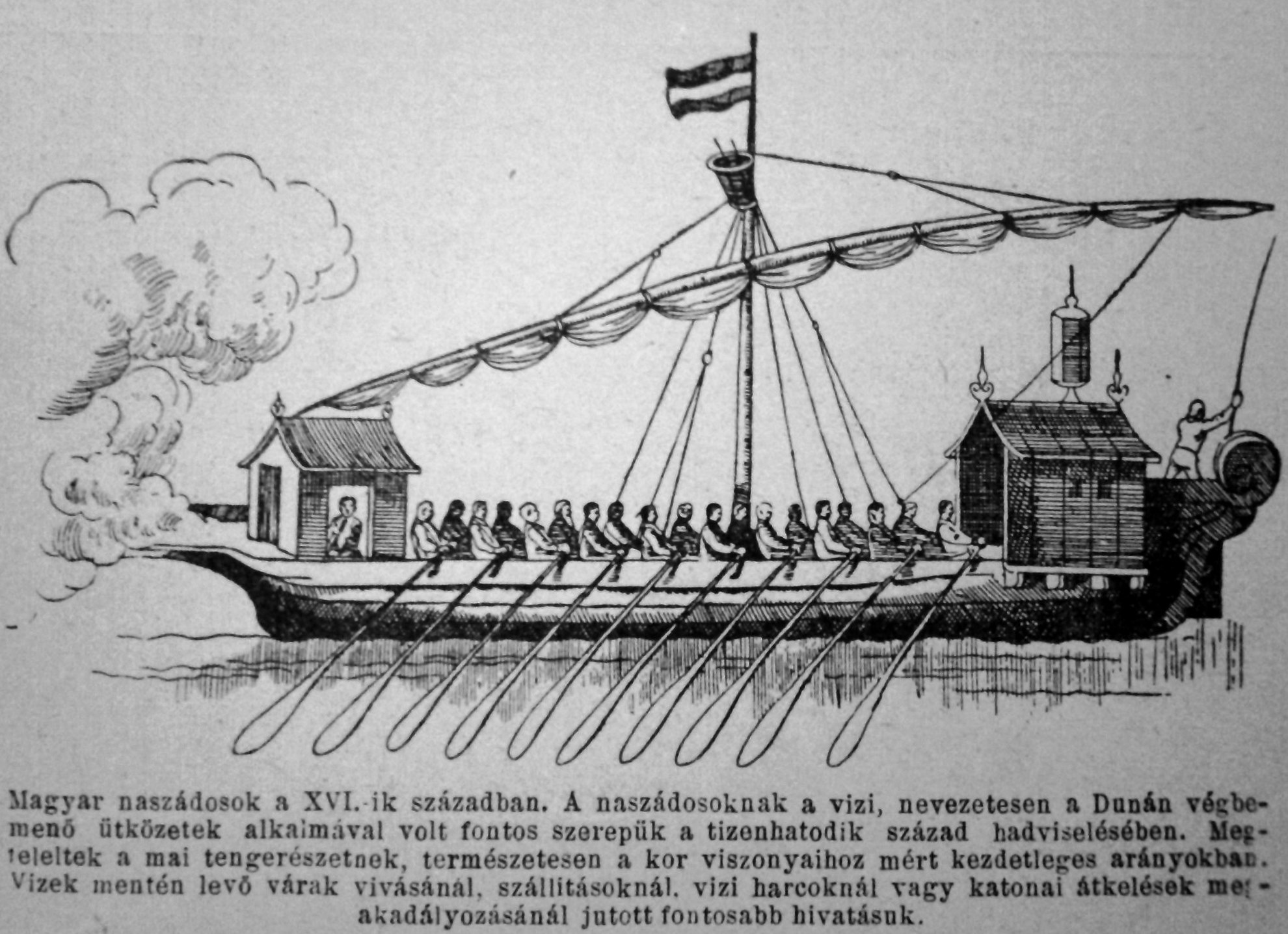
Naszádosok a 16. században

A század elején megjelent dunai hadihajók Mátyás alatt szerveződtek önálló fegyvernemmé. Végig a Duna mentén elterülő koronabirtokok pusztáin, Győr, Komárom, Buda, Csepel-sziget, Pétervárad, Zalánkemén és Zimony vidékén telepítették le a zsoldért harcoló hajós népeket. A királyi naszádosok, a sajkásvidék flottillája ötven ágyús naszádból, tornyos dereglyékből és több száz kisebb hajóból állt. A legénység többnyire szerb naszádosokból tevődött össze, akiket kapitányságokba szerveztek. A folyó mentén vívott harcokban és ostromok során volt nagy a jelentőségük. Legnagyobb sikerüket az 1456-os nándorfehérvári diadalnál, az 1476-os szabácsi ostromban és az 1480-1481-es szerbiai hadjáratokban érte el. A dunai flottilla a harcok mellett igen fontos támogatási szerepet is játszott a katonai szállítások lebonyolításakor.

## A fekete sereg fegyelmi helyzete

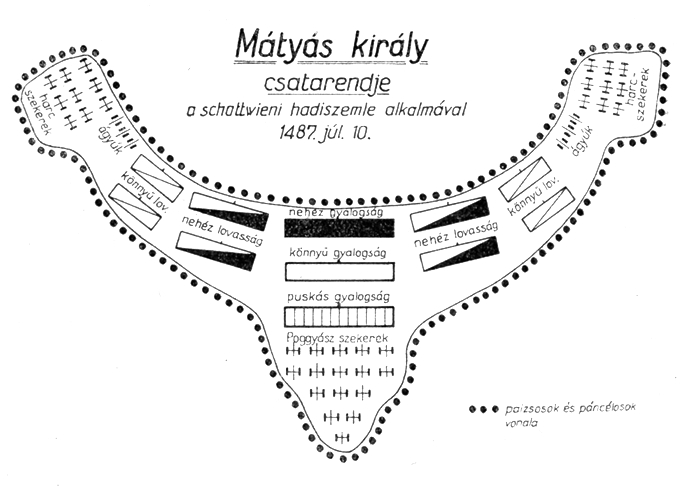
Mátyás király csatarendje a schottwieni hadiszemle alkalmával 1487. júl. 10.

Katonái körében Mátyás nagy népszerűségnek örvendett, mivel gondoskodott róluk és gyakran vezette győzelemre őket. A sereg fegyelme természetesen csak a korabeli viszonyokhoz képest volt szilárd, időnként előfordult önkényeskedés, rablás és szökés is. Mátyás kemény büntetéseket alkalmazott ilyen esetekben, de nem minden esetben tudta érvényre juttatni akaratát. A zsoldfizetés elmaradása pedig komoly gondokat okozhatott. Még a sziléziai František Hag, a király leghűségesebb zsoldostisztje is fellázadt rövid időre emiatt 1474-ben. Az is előfordult, hogy a zsoldosok átálltak az ellenséghez, így 1481-ben 300 lovas pártolt át az osztrákokhoz.
Egészében véve azonban a kiképzési és a fegyelmi rendszabályok sikeresek voltak és a magyar hadsereg harcértéke és harci morálja felülmúlta a legtöbb európai haderőét. Mindössze két alkalmat jegyzett fel a hadtörténelem, amikor az ellenség váratlan támadása pánikot keltett soraikban, 1464-ben és 1467-ben.

## A fekete sereg legfontosabb hadvezérei

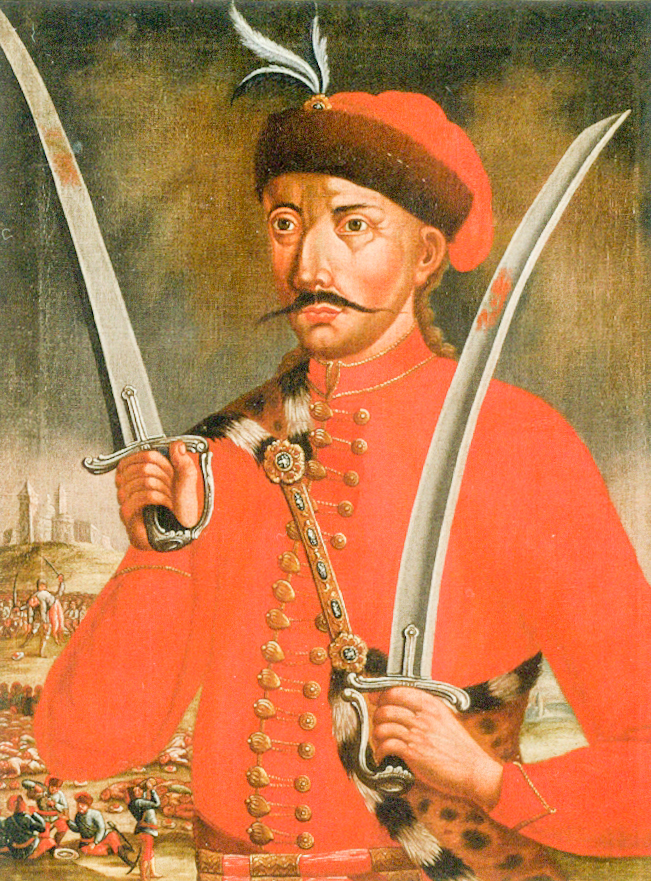
Kinizsi Pál ábrázolása, egy későbbi 17. századi huszár viseletben

Mátyás király a sereg felállításában és vezetésében egyaránt nagy személyes szerepet vállalt. Alvezérei közül a csaták és portyák vezetésében kitűnt Kinizsi Pál; a török harcmódot jól ismerő Egervári László horvát bán; Szapolyai István, Jajca védője; Dávidházi István lovasparancsnok, Cernahorai Dabis, Frantisek Hag, Jan Zeleni és Wilhelm Tettauer zsoldosvezérek.

## Mátyás halála után
Mátyás király halála után a fekete sereg nem Corvin János, Mátyás törvényen kívüli gyereke, hanem a bárók oldalára állt, így nagy szerepet játszott Corvin János trónra kerülésének megakadályozásában. Az új király, II. Ulászló igyekezett megtartani a sereget, ám zsoldot nem tudott biztosítani, így egy részük abbahagyta a katonáskodást, más részük Habsburg Miksa német-római király szolgálatába szegődött. A maradékot a török fenyegetés elhárítására a délvidékre küldték, de mivel továbbra sem fizettek zsoldot, a katonák rabolni, fosztogatni kezdtek. A vidéket fosztogató sereg maradékait Kinizsi Pál alsó-magyarországi főkapitány verte szét királyi beleegyezéssel. 1492 augusztusában a Száva-folyó melletti Szegednic városánál – más leírások szerint a Szeged melletti Halas (ma: Kiskunhalas) településnél – teljesült be Mátyás seregének végzete. A megmaradtak kis része Nándorfehérvárra került, ahol a törökökkel összejátszva Nándorfehérvárt az ellenség kezére szerette volna átjátszani. Velük Kinizsi Pál véresen és kegyetlenül számolt le. A fekete sereg 1494 tavaszára végleg megszűnt létezni.